# Ammotrypane delapidans
Ammotrypane delapidans är en ringmaskart som först beskrevs av Johan Gustaf Hjalmar Kinberg 1866.  Ammotrypane delapidans ingår i släktet Ammotrypane och familjen Opheliidae. Inga underarter finns listade i Catalogue of Life.